# Kamperfoelie-uil
De kamperfoelie-uil (Xylocampa areola) is een nachtvlinder uit de familie van de uilen, de Noctuidae. De voorvleugellengte bedraagt tussen de 15 en 18 millimeter. De soort komt verspreid over Europa voor. Hij overwintert als pop.

## Waardplant
De kamperfoelie-uil heeft kamperfoelie als waardplant.

## Voorkomen in Nederland en België
De kamperfoelie-uil is in Nederland en België een niet zo algemene soort, die verspreid over het hele gebied kan worden gezien. De vlinder kent één generatie die vliegt van halverwege februari tot halverwege mei.